# 山田恒太郎
山田 恒太郎（やまだ つねたろう、1941年9月13日 - ）は、日本の経営者。安藤建設社長を務めた。

## 経歴
京都府出身。1964年に京都大学工学部建築学科を卒業し、同年に安藤建設に入社。1993年に取締役に就任し、1997年に常務、1999年6月に専務を経て、2004年4月には社長に就任。2011年4月から2012年6月までに会長を務めた。